# Георг Вільгельм (князь Шаумбург-Ліппе)
Георг Вільгельм (нім. Georg Wilhelm), (нар. 20 грудня 1784 — пом. 21 листопада 1860) — граф Шаумбург-Ліппський у 1787—1806 роках, князь Шаумбург-Ліппський у 1806—1860 роках.

## Біографія
Народився 20 грудня 1784 року у Бюккебурзі. Був третьою дитиною та єдиним сином в родині графа Шаумбург-Ліппе Філіпа II та його другої дружини Юліани Гессен-Філіпстальської. Мав старшу сестру Вільгельміну Шарлотту та молодшу Кароліну Луїзу. Ще одна сестра померла немовлям до його народження.
Батько пішов з життя у лютому 1787 року, і 3-річний Георг Вільгельм став графом. Матір перебрала на себе опікунство над неповнолітніми дітьми. Разом з тим, країну окупували війська ландграфа Гессен-Касселя Вільгельма IX. Графська родина знайшла прихисток у прусському Міндені, звідки звернулася по допомогу до короля Пруссії та імператора. За допомоги імперських військ 18 квітня графство було звільнене. 20 листопада 1787 року співрегентом країни став райхсграф Йоганн Людвіг фон Вальмоден-Ґімборн, позашлюбний син короля Великої Британії Георга II.
У 1788—1794 роках Георг Вільгельм виховувався у Лозанні та Штепфенталі. У 1794—1799 роках здобував освіту при дворі Шаумбург-Ліппе під проводом полковника Хааке. Після смерті матері у 1799 році був відправлений до Ганноверу, де його освітою відав граф Воллдман. На Пасху 1802 року вступив до Лейпцизького університету. У 1805 році певний час провів у Берліні, після чого з обома сестрами вирушив до Італії. 
У 1806 році його викликав опікун, тоді ж відбулося перетворення графства на князівство. Однак реальна передача влади відбулася лише навесні 1807 року. Того ж року князівство увійшло до складу Рейнської Конфедерації.
1813 року Георг Вільгельм прийняв вирішення вийти з Конфедерації та виступив проти Наполеона. Протягом Віденського конгресу відстоював інтереси Шаумбург-Ліппе.
У віці 31 року узяв шлюб із 19-річною принцесою Вальдек-Пірмонтською Ідою. Весілля відбулося в Арользені 23 червня 1816. Шлюб виявився гармонійним. У подружжя народилося дев'ятеро дітей.
Після весілля Георг Вільгельм присвятив себе внутрішнім справам держави та намагався усунути наслідки кількох років воєнного часу. У 1816 році видав першу конституцію. Особливу увагу присвячував розвитку сільського господарства, торгівлі та освіти. У справах мистецтва проявив себе як колекціонер картин та гравюр.
У 1847 році в країні була прокладена залізниця, що також принесло прибуток. 1848 рік минув відносно спокійно, були видані новий виборчий закон та закон про відповідальність членів ландтагу. Втім, загалом правління князя залишалось патріархальним. Разом з тим, йому вдалося завоювати повагу та прихильність своїх підданих.
Пішов з життя 21 листопада 1860 року. Був похований у мавзолеї Штадтгагену..

## Родина

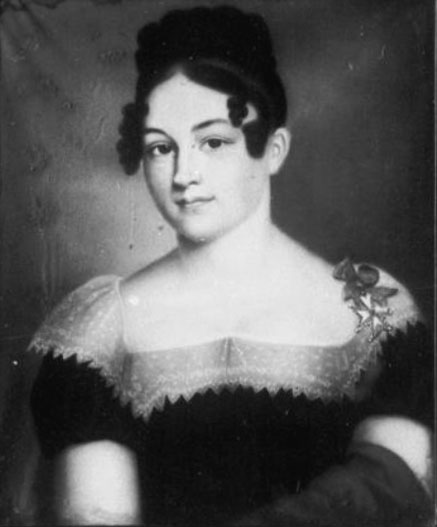
Іда Вальдек-Пірмонтська

Дружина —  Іда Вальдек-Пірмонтська
Діти:
- Адольф (1817—1893) — наступний князь Шаумбург-Ліппський у 1860—1893, був одружений з Ерміною Вальдек-Пірмонтською, мав восьмеро дітей;
- Матильда (1818—1891) — дружина герцога Євгена Вюртемберзького, мала трьох дітей;
- Адельгейда (1821—1899) — дружина герцога Шлезвіг-Гольштейн-Зондербург-Глюксбурзького Фрідріха, мала п'ятеро дітей;
- Ернст (1822—1831) — прожив 8 років;
- Іда (1824—1894) — одружена не була, дітей не мала;
- Емма (1827—1828) — померла немовлям;
- Вільгельм (1834—1906) — генерал кінноти, був одружений з Батільдою Ангальт-Дессауською, мав дев'ятеро дітей;
- Герман (1839) — помер немовлям;
- Єлизавета (1841—1926) — дружина 2-го принца Ганау та Горовіц Вільгельма, дітей не мала